# Provincia de Huarochirí

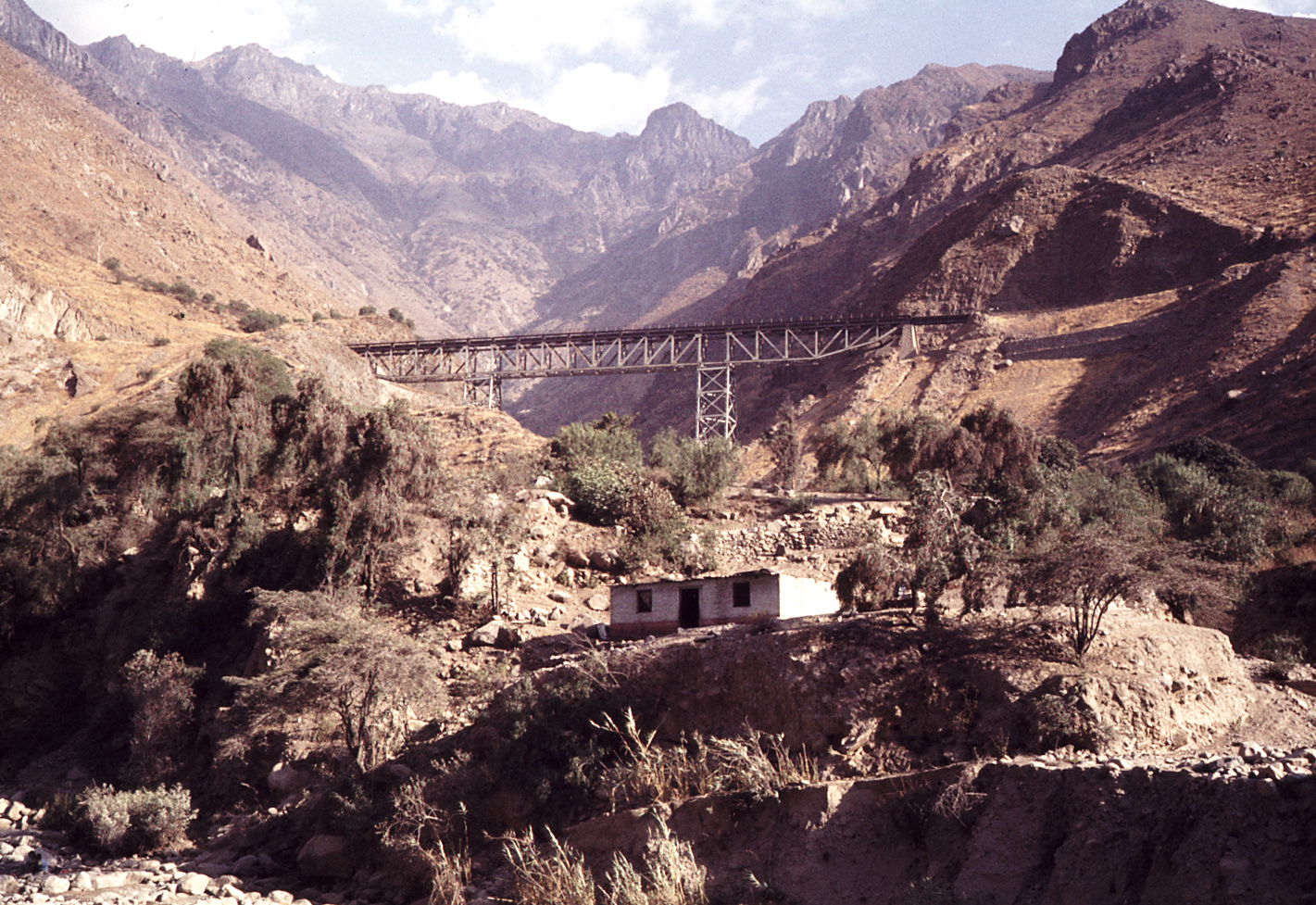
Puente del Ferrocarril Central, cerca a Matucana.

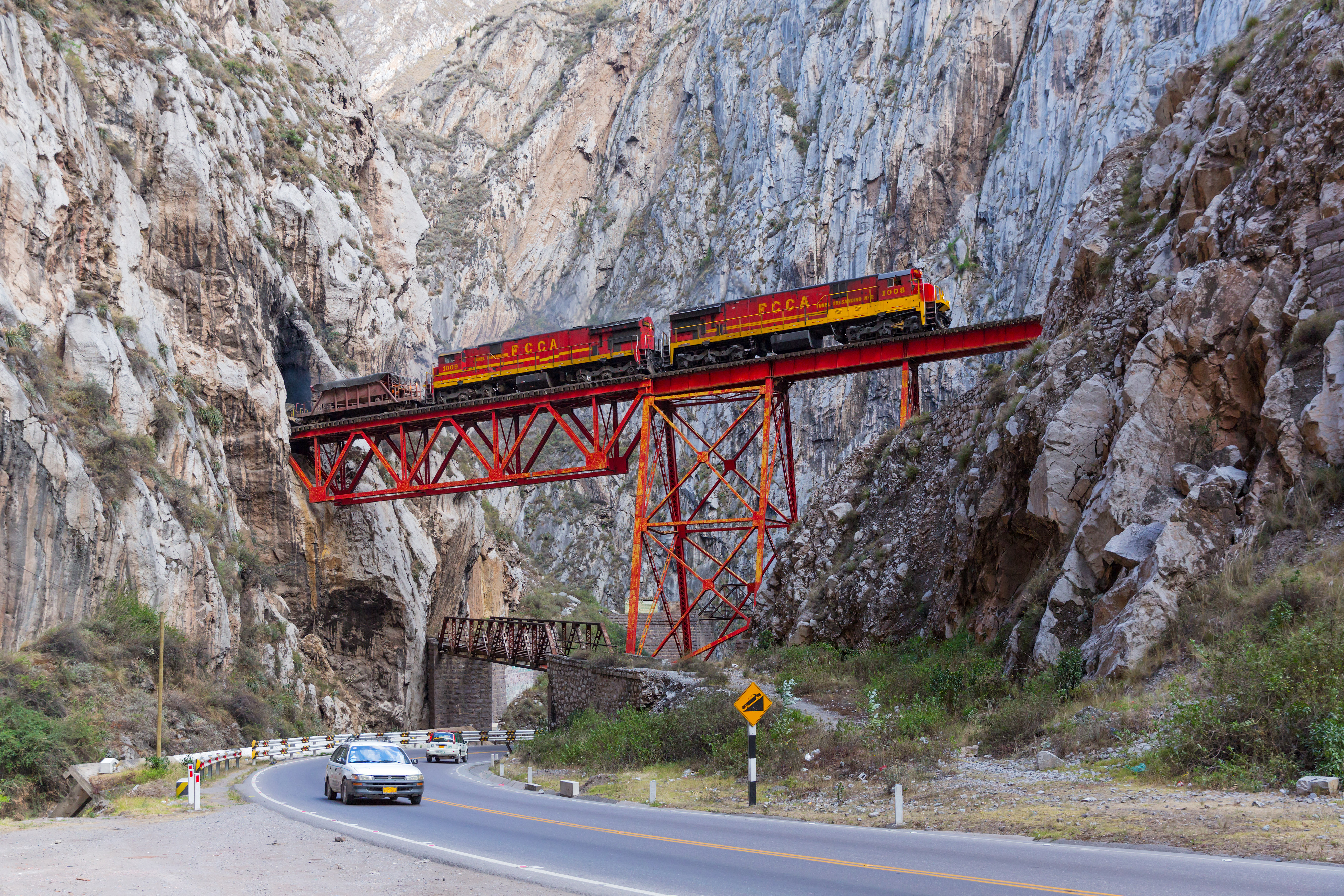
Viaducto Infiernillo en San Mateo.

Huarochirí es una provincia peruana con capital en Matucana, situada en la parte centro oriental del departamento de Lima. Limita al norte, con la provincia de Canta; al este, con el departamento de Junín; al sur, con las provincia de Yauyos y Cañete; y al oeste, con la provincia de Lima.
Dentro de la división eclesiástica de la Iglesia católica del Perú, pertenece a la prelatura de Yauyos.

## Toponimia
El nombre de esta provincia ha sufrido especulación sobre su significado. Cerrón Palomino ha propuesto que el topónimo proviene de una palabra de origen aimara que sería *waĉu-či-ri con el significado de 'el que construye andenes'.Explica que la razón de este epíteto para el lugar vendría en alusión a Huari, dios o héroe que era considerado como «el artífice de los imponentes andenes y acueductos que facilitaron el desarrollo de la agricultura de los pueblos andinos» particularmente por aquellos en el área de la sierra limeña, donde se encuentra la localidad hoy.
Especula que *waĉu- 'andén' provendría del aimara —palabra que hoy sobrevive en Puno como watu con el significado de 'surco, sembrado en doble fila'— y que habría evolucionado en la zona de la sierra central con un cambio de la retrofleja ĉ > r (un cambio conocido como «derretroflexión», bastante regular en el aimara, como también se puede ver en *pʰuĉaka > puraka 'barriga'). Los dos otros elementos son sufijos. El primero, *-chi (también escrito *-či para mejor representación fonética), vendría a representar un tematizado verbal, es decir, convierte sustantivos en verbos de la clase 'hacer X': así waĉu-či sería 'hacer andenes'. Debe notarse que el sufijo original es -ča, el cual cambia a -či para acomodar la vocal del siguiente sufijo. El último sufijo -ri representa un sufijo de participio activo, dándole un significado agentivo al topónimo, teniendo el significado entonces de 'el que hace X cosa'. Todos estos elementos juntos resultan así en el significado de 'el que construye andenes'.

## Historia
Los dos sitios arqueológicos más importantes de la provincia de Huarochirí son la meseta de Marcahuasi, con las tres ciudadelas que, según el arqueólogo Julio Cesar Tello, pertenecían a la cultura huanca, y la ciudad de Chuya, ubicada en Chaclla.
Durante la colonia, la mayor parte de su territorio comprendía la jurisdicción del corregimiento de Huarochirí. Entre sus principales corregidores, se encuentran:
- Diego de Carvajal Vargas y Marroquín
- Diego de Ayala y Contreras (1612)
- Antonio Barreto de Castro
- Francisco Álvarez Gato (1699)
- Martín Zamudio de las Infantas

La provincia de Huarochirí fue creada por decreto del 5 de agosto de 1821, durante el protectorado del libertador José de San Martín. Estaba formada por once distritos: Santa María de Jesús de Huarochirí, San Juan de Matucana, San Mateo de Huanchor, Santa Eulalia, El asiento mineral de Yauli, San Pedro de Casta, Carampoma, San Lorenzo de Quinti, San Damián, San José de Chorrillos y Santo Domingo de los Olleros. La ley de 13 de agosto de 1834 señaló al pueblo de Matucana como capital provincial, este pueblo fue elevado a la categoría de ciudad por Ley n.º 1810, de 5 de septiembre de 1913.

## Geografía
Está ubicada en la zona centro del Perú, situada en la parte central y oriental del departamento de Lima. Abarca una superficie de 5657,93 km².

## Población
La provincia tiene una población de 72 845 habitantes, de los cuales 49 334 (67,8 %) viven en área urbana y 23 511 (32,2 %) en área rural. En cuanto a la distribución por sexo, 38 437 (52.8 %) son varones y 34 408 (47,2 %) mujeres.

## Capital
La capital de esta provincia es la ciudad de Matucana. Asimismo, es llamada la Ciudad del Eterno Sol Radiante. Aunque la provincia lleva el mismo nombre del pueblo de Huarochirí, el cual tiene una larga historia desde el incanato, la conquista y la colonia. Su capital, Matucana, está situada de manera más céntrica geográficamente, y es de acceso más fácil para la mayoría de la población de esta provincia. Matucana se ubica en el valle del río Rímac, accesible por la carretera Central y la vía férrea de Lima a Junín.

## División administrativa
La provincia está dividida en treinta y dos distritos:
1. Matucana
2. Antioquía
3. Callahuanca
4. Carampoma
5. Chicla
6. Cuenca
7. Huachupampa
8. Huanza
9. Huarochirí
10. Lahuaytambo
11. Langa
12. San Pedro de Laraos
13. Mariatana
14. Ricardo Palma
15. San Andrés de Tupicocha
16. San Antonio
17. San Bartolomé
18. San Damián
19. San Juan de Iris
20. San Juan de Tantaranche
21. San Lorenzo de Quinti
22. San Mateo
23. San Mateo de Otao
24. San Pedro de Casta
25. San Pedro de Huancayre
26. Sangallaya
27. Santa Cruz de Cocachacra
28. Santa Eulalia
29. Santiago de Anchucaya
30. Santiago de Tuna
31. Santo Domingo de los Olleros
32. Surco

## Educación

### Instituciones educativas
- I. E. Julio C. Tello
- I. E. San Juan Bautista
- I. E. San Antonio de Jicamarca
- I. E. Veritatis Splendor
- I. E. Antenor Orrego
- I. E. Santa Cruz de Huarochirí
- I. E. 20955-19 Valle Hermoso
- I. E. 2O955-29 Los Jazmines

## Turismo
Entre las zonas turísticas, además de Marcahuasi, podemos mencionar las lagunas de Tupicocha en la Ruta de Tutayquiri, las cascadas de Songos, La cascada y campiña de Matucana, el Camino Inca de Nieve Nieve a Sisicaya, el puente del Infiernillo, descritos en el inventario turístico el libro A mochila en Perú, del maestro Daniel López. También se citan el Túnel de Murciélagos, el puente Challape, la cascada de Huariquiña, entre otras.
- Bosque de Zarate (distrito de San Bartolomé): Ubicado en la fachada occidental de los andes en la cuenca del río Seco, tributaria del río Rímac, a 2800-3100 m s. n. m. Pertenecen a la comunidad campesina de San Bartolomé. Habitan especies endémicas como Zaratornis stresemanni, Poospiza rubecula, Leptasthenura pileata, Satenes pudibunda y Atlapetes nationi.

- Cascada de Antakallo (distrito de Matucana): Ubicada en la quebrada del río Chucumayo a 2389 m s. n. m. con un salto de 20 m.

- Cascada Huacrahualla (distrito de San Bartolomé): Tiene una caída de 20 m en la quebrada del mismo nombre.

- Cascada de Arampampa (distrito de San Bartolomé): Ubicada en la bocatoma de agua del mismo nombre. Tiene 20 m en tres saltos.

- Cascada de Pala Kala (distrito de Surco): Ubicada en la quebrada de Matala, a 5 km (3.5 h) de San Jerónimo de Surco a 2600 m s. n. m.

- Cascada de Tumbapaccha (distrito de Surco): Ubicada en la quebrada de Matala, a 1 km (20 min) de San Jerónimo de Surco.

- Marcahuasi en (distrito de San Pedro de Casta): Es una meseta de origen volcánico a 4000 m s. n. m., con curiosas figuras pétreas, descubierta por el arqueólogo peruano Julio C. Tello, quien publicaría en 1923, sus estudios sobre ella en la revista Inca. La principal figura  del lugar es la denominada Monumento a la humanidad o Peca Gasha, palabra quechua que significa 'brujo', 'centinela' o 'guardián' —gigantesca piedra de unos 40 m de altura—, con varios perfiles, dependiendo del ángulo con que se le mire y la horas del día. Otras figuras son el león africano, la tortuga, el camello, la llama, el cóndor, el felino sagrado, el valle de las focas, la mujer con niño en brazos, el druida, el profeta, el alquimista, los amantes, el casco germano, el hongo, etc.

- Sitio arqueológico Chucuncuya (distrito de San Bartolomé): Fortaleza de la cultura huarochiri ubica en la parte alta de una pequeña montaña desde donde se puede divisar toda el área de San Bartolomé y parte baja de la cuenca del río Seco.

- Túnel de los murciélagos (distrito de San Bartolomé): Se trata de un túnel ferroviario abandonado de 4.60 m de alto por 2.80 m de ancho y un largo de 100 m, que fue construido durante el gobierno de José Balta. Se dejó de usar por un deslizamiento de tierra.

## Festividades
Las fiestas de las cruces son conocidas en toda la provincia y empiezan en mayo, fiestas patronales que pueden durar cada una hasta tres días o más, e incluso superponerse haciendo que se formen semanas completas de celebraciones diferentes.

## Autoridades

### Regionales
- Consejero regional
  - 2023-2026: Luis Antonio Nuñez López, Movimiento Regional (La Cholita)

### Municipales
- 2023-2026
  - Alcalde: Hugo Fredy González Carhuavilca, Movimiento Regional (La Familia)
  - Regidores:

  1. María del Carmen Molinari Ángeles, Movimiento Regional (La Familia)
  2. Luis Eduardo Rincón Franco, Movimiento Regional (La Familia)
  3. Fiorella Julia Pomalía Álvaro, Movimiento Regional (La Familia)
  4. Cristian Brayan Sánchez Sánchez, Movimiento Regional (La Familia)
  5. Nelba Grimaldina Mateo Ocaris, Movimiento Regional (La Familia)
  6. Edwan Juan Chuquiyuri Macavilca, Movimiento Regional (La Familia)
  7. Yadhira Nicole Aldave Vásquez, Movimiento Regional (La Cholita)
  8. Jimmy Jeacson Vicharra Arteaga, Movimiento Regional (La Cholita)
  9. Julio Antonio Santos Flores, Movimiento Regional (Patria Joven)

### Policiales
- Comisaría de Matucana
  - Comisario: Cmdt. PNP